# Sviatoslav Ier
Sviatoslav Igorovytch (en vieil ukrainien  : Ст҃ославъ хоробры / Свѧтославъ Игорєвичь,en ukrainien : Святослав Ігорович, en bulgare : Светослав, et en grec moderne : Σβιατοσλάβ), dit Sviatoslav le Brave, est un grand-prince de la Rus' de Kiev, de la dynastie des Riourikides, né en 942 et mort en mars 972 sur l'île de Khortytsia sur le Dniepr et qui règne de 962 à 972.
Fils d’Igor de Kiev et de sainte Olga, il est connu pour ses conquêtes territoriales rapides autour de la Volga, de la Steppe pontique, des Balkans, lors de campagnes incessantes à l'est et au sud qui précipitèrent la chute de deux des plus grandes puissances d'Europe de l'Est, l'État khazar et le premier Empire bulgare, ainsi que pour la soumission de nombreuses tribus slaves orientales (il bat également les Alains et le khanat bulgare de la Volga),.
À la fin de sa courte vie, Sviatoslav s'est constitué un des plus grands États d'Europe, déménageant sa capitale de Kiev (dans l'actuelle Ukraine) à Pereïaslavets (en) (en actuelle Bulgarie) sur le Danube en 969. En contraste avec la conversion au christianisme de sa mère Olga de Kiev (plus tard appelée sainte Olga), Sviatoslav reste sa vie durant un païen convaincu.

## Biographie

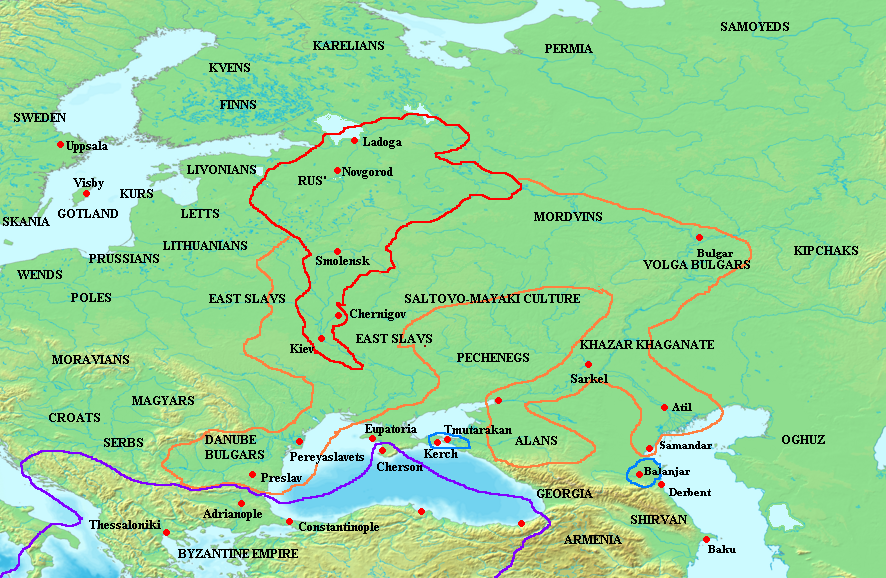
La Rus' de Kiev au début du règne de Sviatoslav's (en rouge), avec sa sphère d'influence en 972 (en orange).

Les sources ne mentionnent pas son enfance et le début de sa vie, mais Sviatoslav, décrit comme ayant très peu de patience, est le premier des dirigeants de la Rus' à être appelé par la Chronique de Nestor sous un nom slave, et non plus nordique comme l'étaient ses aïeux.
Son père, le grand-duc de Kiev Igor, meurt tué par la tribu des Drevliens aux alentours de 945. Sa mère Olga Prekrasa, première dirigeante de la Rus' à s'afficher officiellement chrétienne (elle s'est convertie au christianisme à la cour de Byzance de Constantin VII Porphyrogénète), dirige alors la principauté en tant que régente jusqu'à la majorité de Sviatoslav, en 962. Son tuteur est un varègue nommé Asmund, la tradition d'avoir un tuteur varègue perdurant jusqu'au XIe siècle chez les jeunes princes riourikides prétendants au trône de Kiev.
Il entre en guerre contre les Khazars en 964 (ce peuple est connu pour être un des plus puissants d'Europe de l'Est depuis des siècles), puis finit par conquérir le cours inférieur de la Volga. Les origines du conflit entre Sviatoslav et les Khazars ne sont pas claires, certains pensent qu'il était dans l'intérêt de Kiev de se défaire de la tutelle khazare, qui contrôlait une partie de la route commerciale de la Volga, tandis que d'autres pensent que Byzance aurait incité Sviatoslav à les attaquer après que les Khazars furent entrés en conflit avec l'empereur Romain Ier Lécapène à la suite des persécutions sur les juifs.

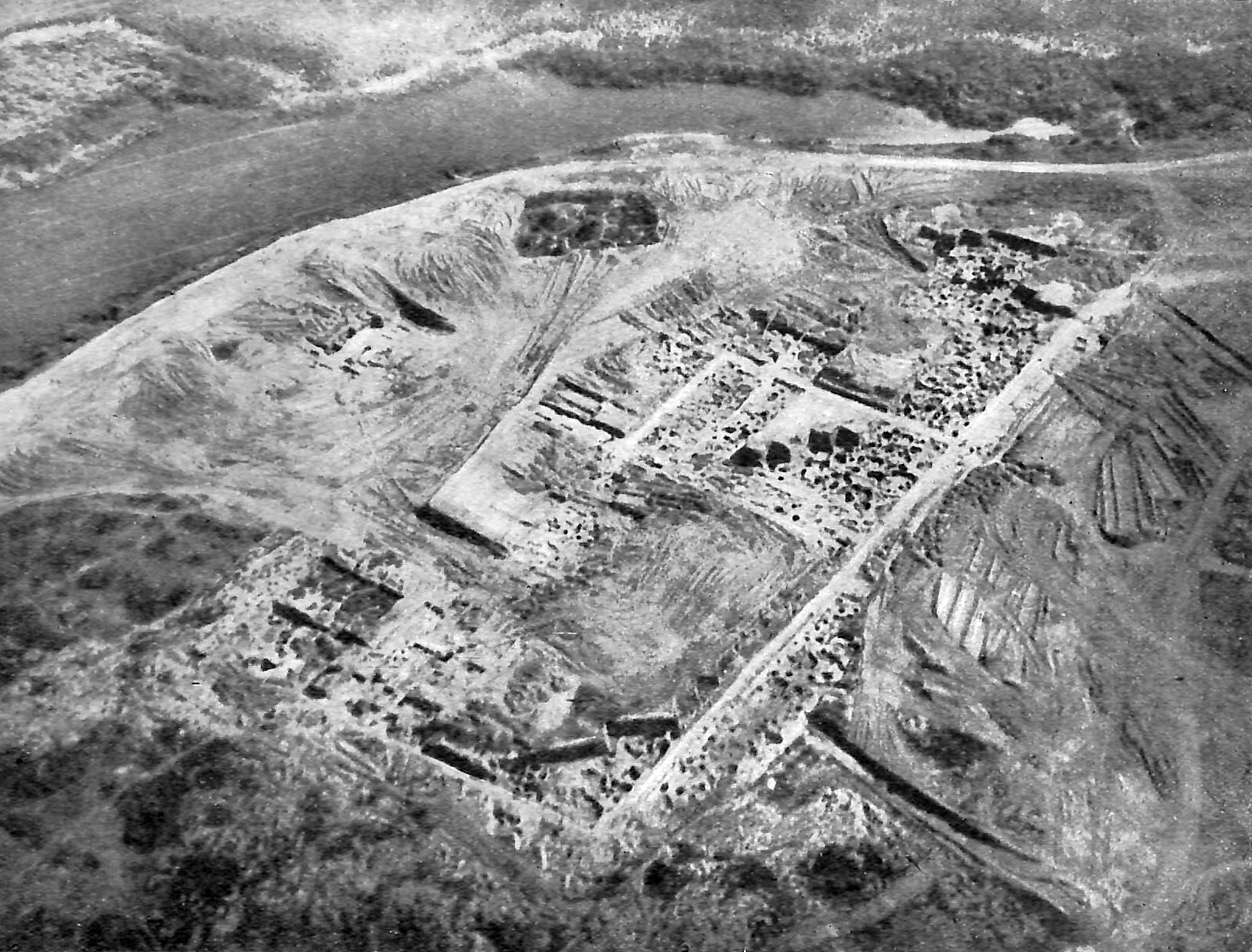
Le site de la forteresse khazare de Sarkel, pillée et détruite par Sviatoslav vers 965 (photo aérienne de Mikhaïl Artamonov datant des années 1930).

Après avoir réduit les Khazars au rang de vassaux (tout comme les Viatitches, à qui il s'est présenté, avant de leur demander de se soumettre, avec ce message : « Je veux marcher contre vous ! », en vieux-slave : хочю на вы ити), Sviatoslav entre ensuite en campagne sur le Danube en 967, où il défait les Bulgares, en accord avec le général byzantin Nicéphore II Phocas, et tue leur roi. Il est accompagné, en plus de ses troupes, de mercenaires oghouzes et petchénègues, sans doute pour contrer les puissantes cavaleries bulgare et khazare. Sviatoslav détruit la ville de Sarkel vers 965, puis celle de Kertch en Crimée, avant de détruire la capitale khazare Itil vers 968 ou 969 (mentionnée dans les ouvrages du voyageur et chroniqueur arabe Ibn Hawqal).
Il libère ensuite Kiev, assiégée par les Petchenègues, puis s'installe en Bulgarie, s'avance jusqu'à Andrinople et menace Byzance. Mais l'empereur byzantin Jean Ier Tzimiskès annexe ensuite la Bulgarie orientale et chasse les Russes de Sviatoslav (réinstallant les rois bulgares), le forçant à demander la paix après le siège de Durostorum en 971. La scène de la reddition de Sviatoslav, qui le représente arrivant en bateau devant Jean Tzimiskès, est restée célèbre. L'apparence physique de Sviatoslav nous est connue grâce à cette rencontre, décrite par le chroniqueur Léon le Diacre (qui assiste à la rencontre entre Sviatoslav et l'empereur Jean Ier Tzimiskès). Selon lui, Sviatoslav est un homme musclé et vigoureux de taille moyenne, blond aux yeux bleus et bien plus imposant que Tzimiskès. Il a la barbe et le crâne rasés, mais porte une longue moustache touffue et une (ou deux) tchoupryna (longue mèche de cheveux noués), un signe de noblesse. Il est vêtu de blanc et bien plus propre que ses hommes, bien qu'il eût beaucoup de choses en commun avec eux, et portait également une boucle d'oreille en or en forme d'anneau. Sviatoslav et ses hommes jurent devant l'empereur, sur les dieux Péroun et Vélès (Sviatoslav est resté païen bien que sa mère soit devenue chrétienne) de quitter alors les terres conquises. Selon la Chronique de Nestor, Sviatoslav croit que ses guerriers finiraient par lui manquer de respect et se moquer de lui s'il devenait chrétien.
Craignant que la paix avec Sviatoslav le Brave ne dure pas, l'empereur byzantin complote alors pour le tuer et s'allie avec le Khan des Petchénègues, Kurya, mentionné dans l'ouvrage De Administrando Imperio. Sviatoslav meurt finalement dans une embuscade dressée par les Petchénègues sur l'île fluviale de Khortytsia, au milieu du Dniepr. Son vainqueur Kurya, guerrier farouche et audacieux vêtu d'une peau d'ours, convertit son crâne en hanap. À cause de sa mort prématurée, les frontières de son État ne sont pas consolidées, ce qui amorce les problèmes de succession.

### Postérité
De ses trois fils, deux légitimes se partagent la principauté. À l'aîné Iaropolk Ier est dévolu Kiev, au second Oleg les territoires conquis sur les Drevlianes. À Vladimir Ier, bâtard conçu avec une servante, Maloucha, fut concédé à la demande des gens de Novgorod l'ancienne capitale de la principauté.

## Famille

### Unions et descendances
Les sources divergent sur sa vie familiale, mais le traité russo-byzantin de 945 mentionne tout d'abord comme épouse une certaine Predslava, noble russe et femme de Volodislav (d'origine hongroise selon l'historien russe Vassili Tatichtchev). Avec elle, il a :
- Iaropolk (950-980) ;
- Oleg (mort en 977).

Avec Maloucha, servante de sa mère, il a :
- Vladimir (958-1015), qui rompt immédiatement avec le paganisme et convertit la Rus' au Christianisme.

L'empereur byzantin Jean Tzimiskès affirme que Sviatoslav était accompagné d'un fils appelé Sfengus, lorsqu'il le rencontra, bien que certaines sources affirment que Sfengus était en réalité le fils que Maloucha avait eu lors d'un précédent mariage.

### Ancêtres
|  |                            |  |  |  |  |  |  |  |  |  |  |  |  |  |  |  |
|  | 4. Riourik                 |  |  |  |  |  |  |  |  |  |  |  |  |  |  |  |
|  |                            |  |  |  |  |  |  |  |  |  |  |  |  |  |  |  |
|  |                            |  |  |  |  |  |  |  |  |  |  |  |  |  |  |  |
|  | 2. Igor de Kiev            |  |  |  |  |  |  |  |  |  |  |  |  |  |  |  |
|  |                            |  |  |  |  |  |  |  |  |  |  |  |  |  |  |  |
|  |                            |  |  |  |  |  |  |  |  |  |  |  |  |  |  |  |
|  | 1. Sviatoslav Ier le Brave |  |  |  |  |  |  |  |  |  |  |  |  |  |  |  |
|  |                            |  |  |  |  |  |  |  |  |  |  |  |  |  |  |  |
|  |                            |  |  |  |  |  |  |  |  |  |  |  |  |  |  |  |
|  | 6. Oleg le Sage            |  |  |  |  |  |  |  |  |  |  |  |  |  |  |  |
|  |                            |  |  |  |  |  |  |  |  |  |  |  |  |  |  |  |
|  |                            |  |  |  |  |  |  |  |  |  |  |  |  |  |  |  |
|  | 3. Olga de Kiev            |  |  |  |  |  |  |  |  |  |  |  |  |  |  |  |
|  |                            |  |  |  |  |  |  |  |  |  |  |  |  |  |  |  |
|  |                            |  |  |  |  |  |  |  |  |  |  |  |  |  |  |  |
|  | 7. Hélène                  |  |  |  |  |  |  |  |  |  |  |  |  |  |  |  |
|  |                            |  |  |  |  |  |  |  |  |  |  |  |  |  |  |  |
|  |                            |  |  |  |  |  |  |  |  |  |  |  |  |  |  |  |

## Galerie

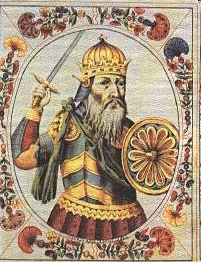
Sviatoslav dans le Tsarsky Titulyarnik, 1672.
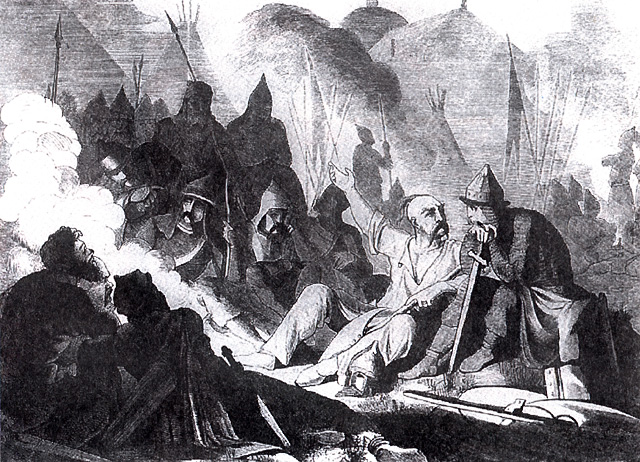
Conseil de guerre de Sviatoslav par Boris Chorikov.
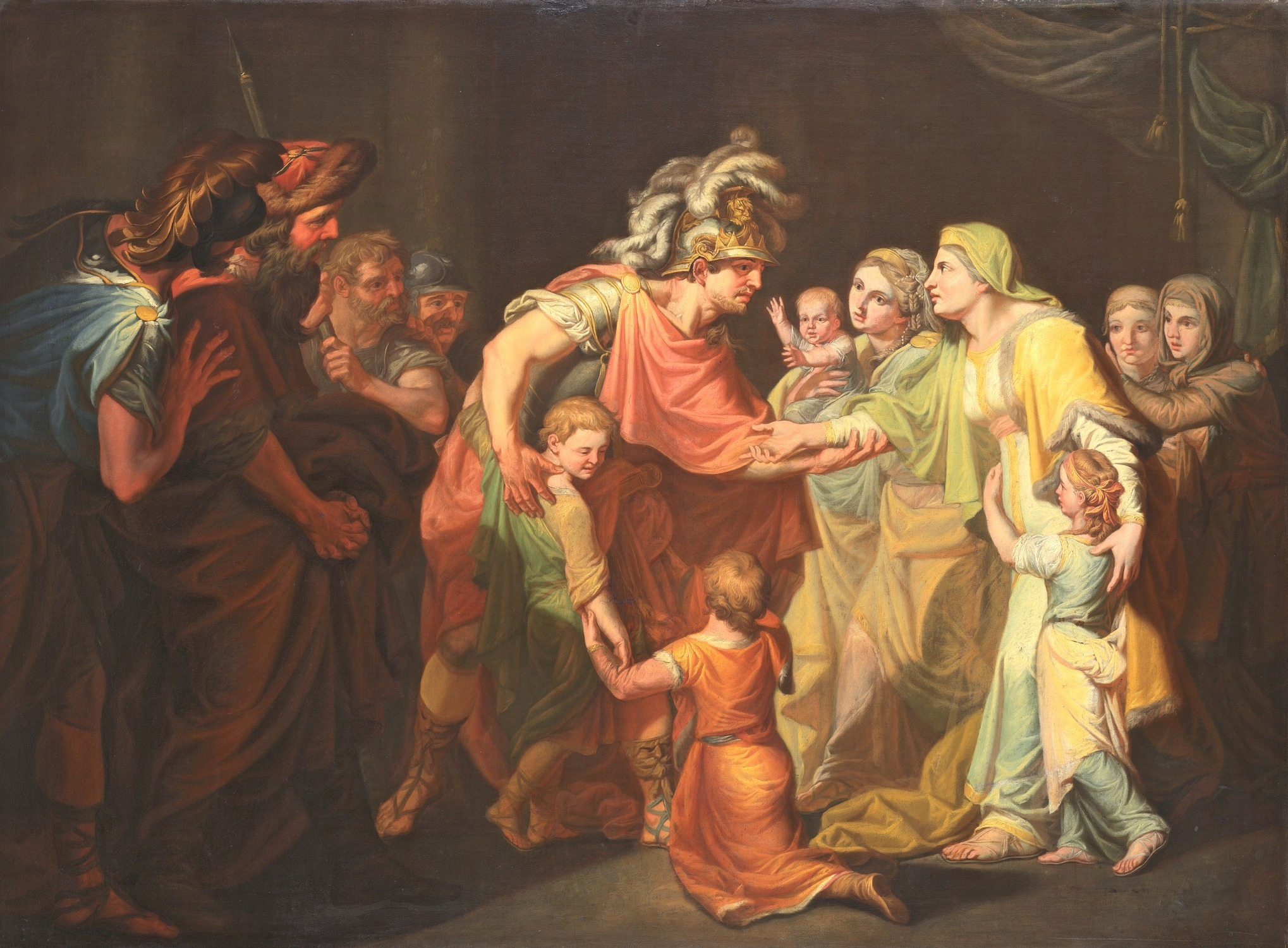
Le Retour du Danube de Sviatoslav chez sa famille à Kiev par Ivan Akimov (1773).
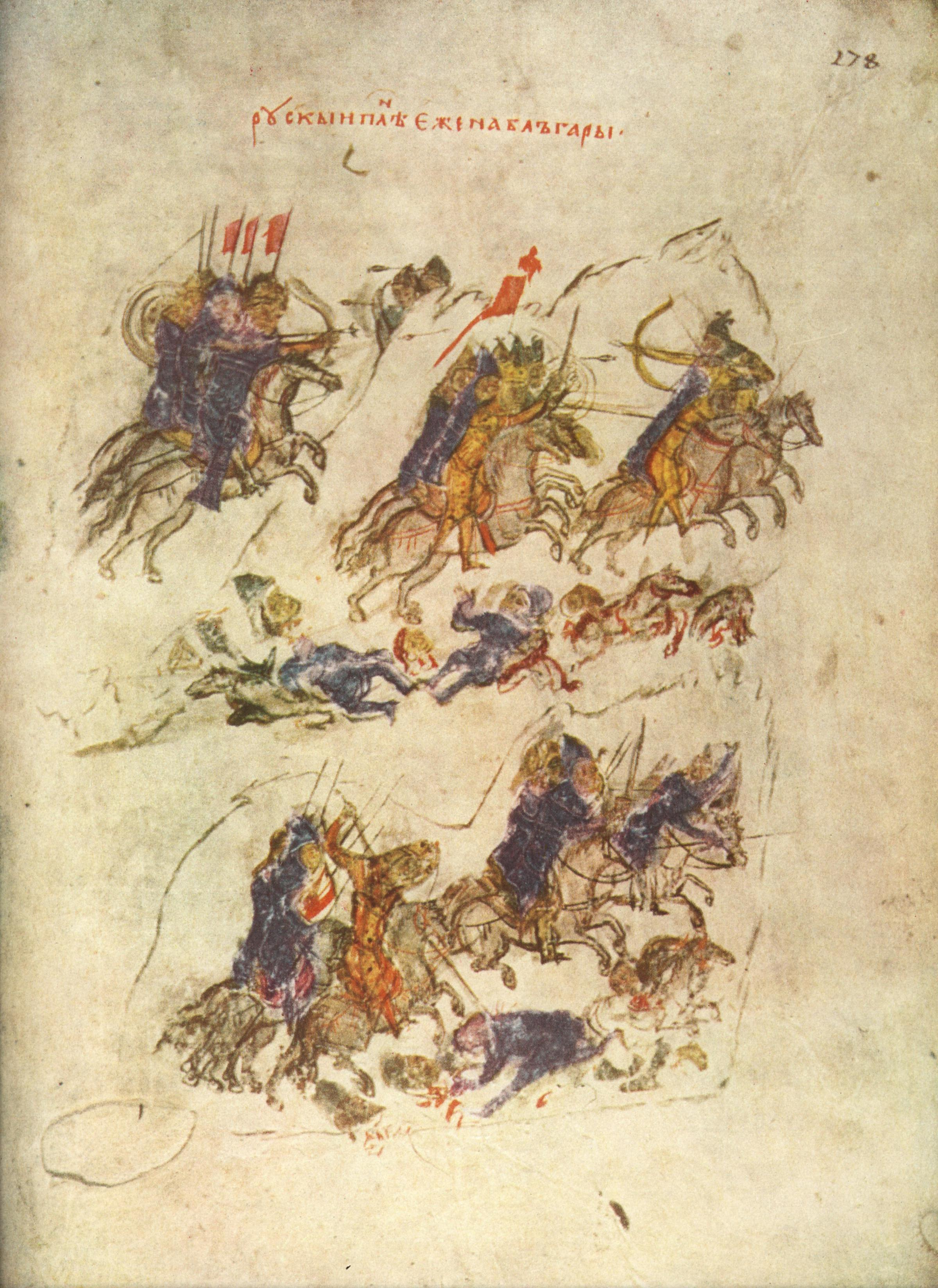
Sviatoslav envahissant la Bulgarie; Chroniques de Manassé.
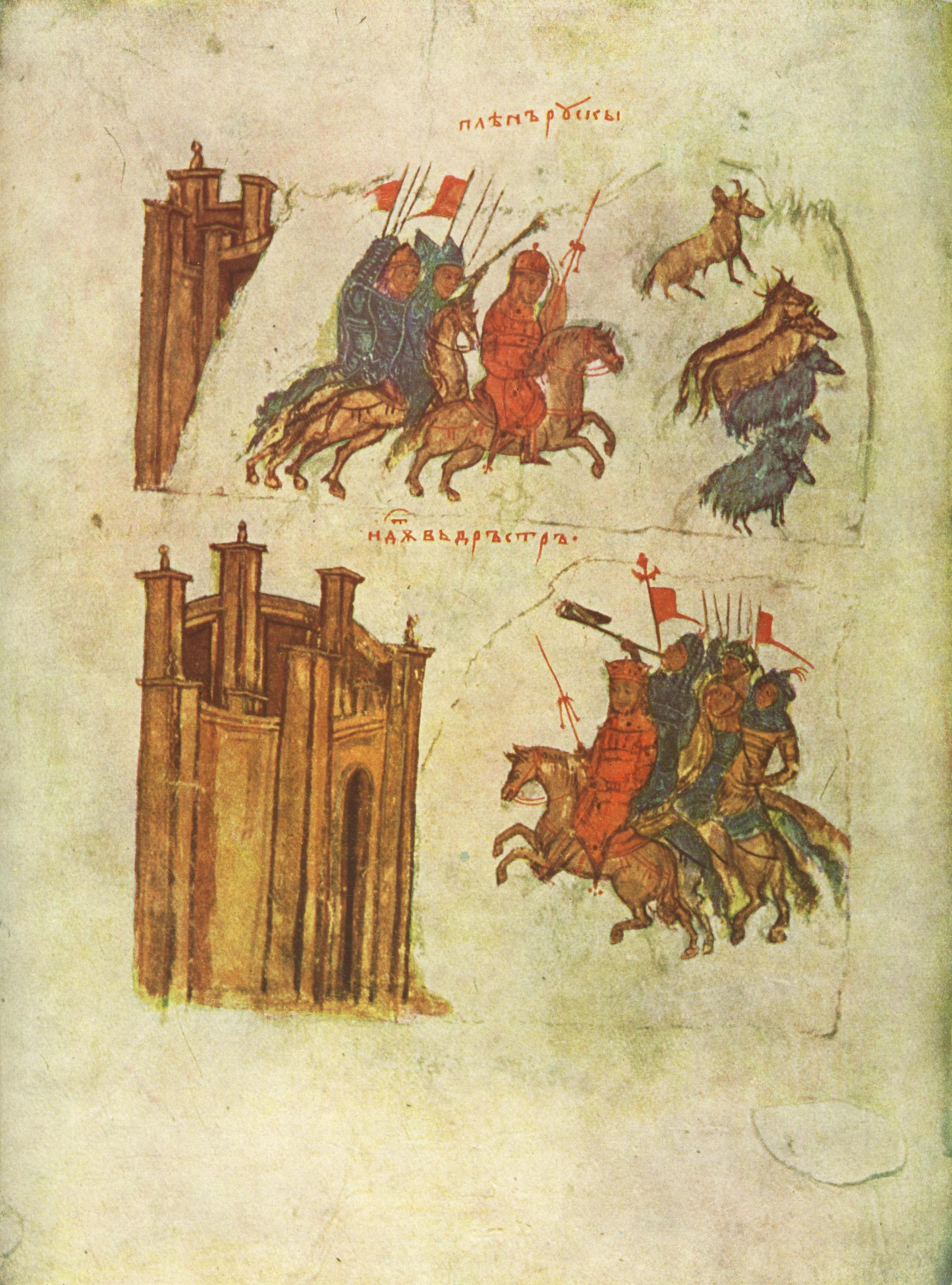
Siège de Durostorum; Chroniques de Manassé.
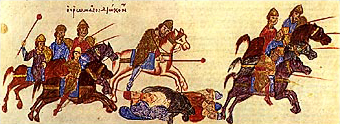
Poursuite des guerriers de Sviatoslav par l'armée byzantine, miniature du XIe siècle des chroniques de Jean Ier Tzimiskès.
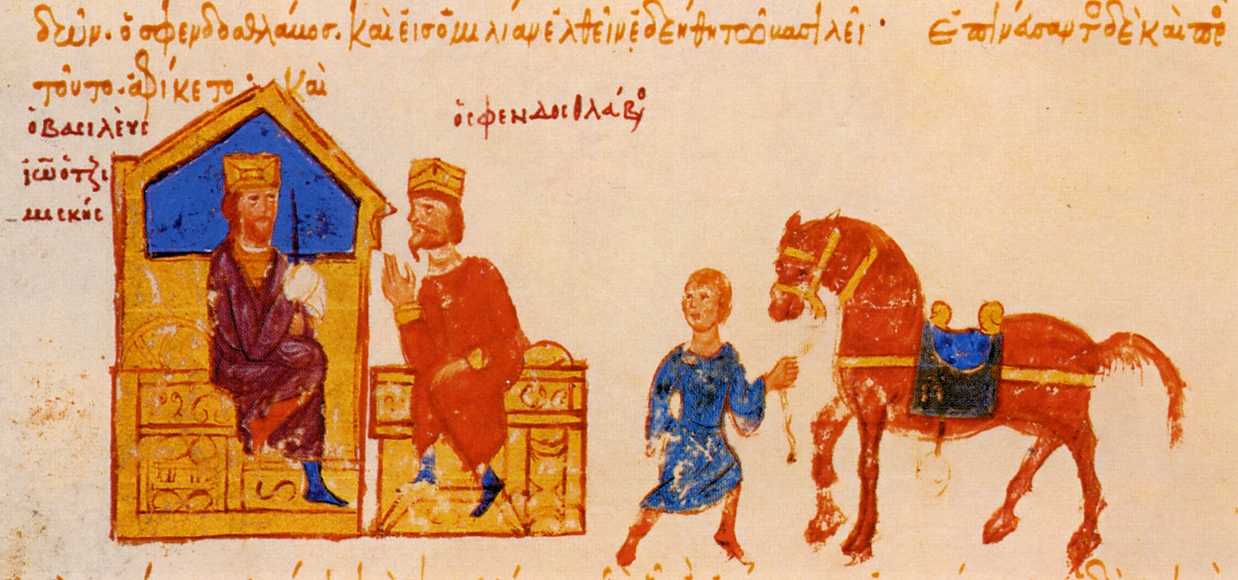
Chronique de Skylitzès de Madrid. Rencontre entre Jean Tzimiskès et Sviatoslav.
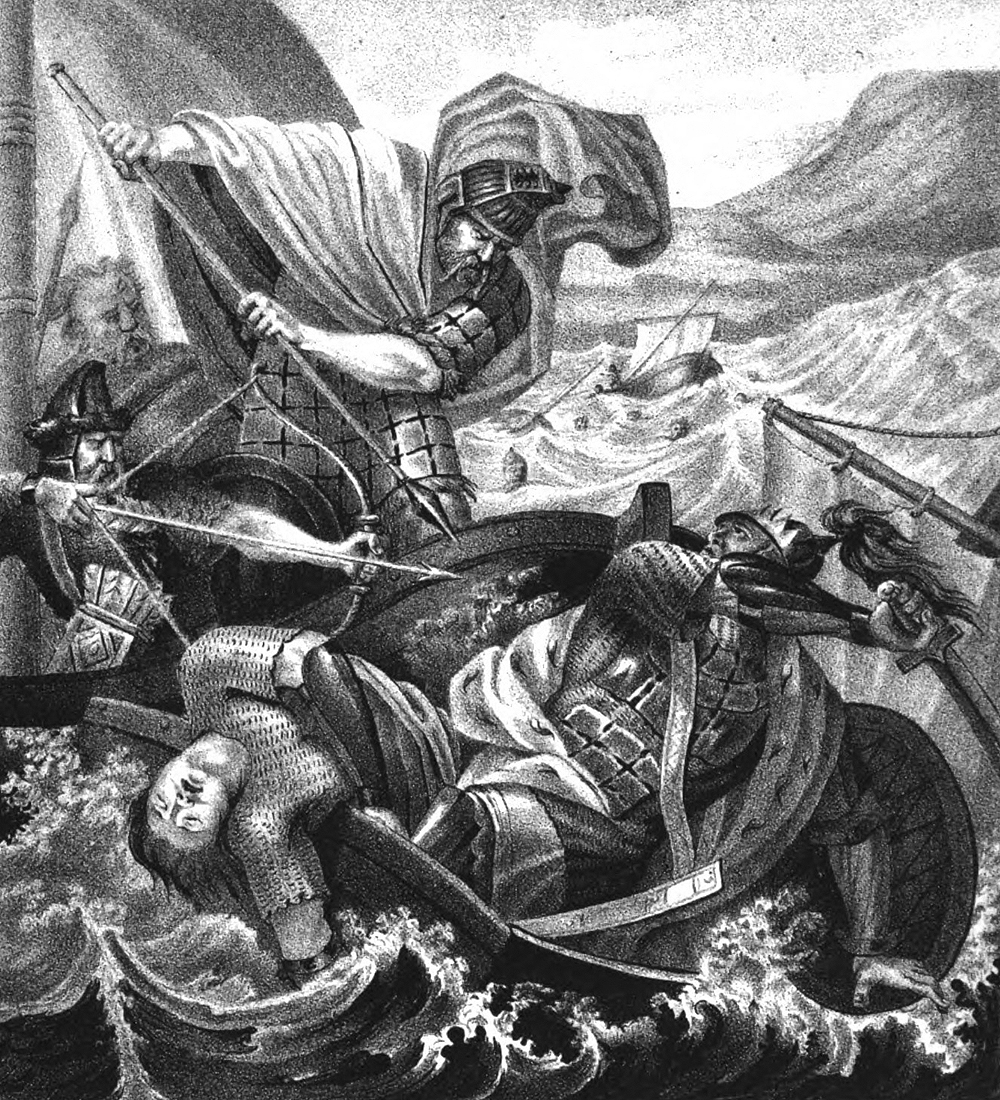
La Mort de Sviatoslav par Boris Chorikov.
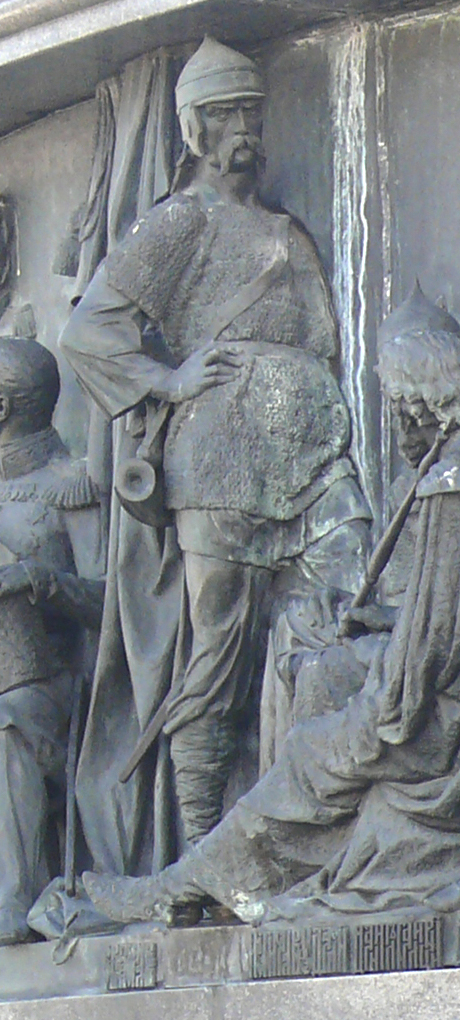
Sviatoslav sur le monument du millénaire à Novgorod.
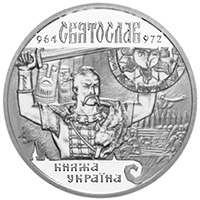
Sviatoslav sur pièce ukrainienne moderne.